# Hypephyra
Hypephyra is een geslacht van vlinders van de familie spanners (Geometridae), uit de onderfamilie Ennominae.

## Soorten
- H. catotranes Prout
- H. cyanargentea Wehrli, 1925
- H. eutichea Prout
- H. pryeraria Leech, 1891
- H. sterrhoticha Prout, 1937
- H. subangulata Warren, 1896
- H. terrosa Butler, 1889
- H. xanthospilaria Wehrli, 1925